# Ian Rush
Ian James Rush (Saint Asalph, Denbighshire, 20 de octubre de 1961) es un exfutbolista galés que se desempeñaba en la posición de delantero. Se le recuerda sobre todo por sus grandes actuaciones en el Liverpool. Rush es el máximo goleador del Liverpool F. C. con 346 goles. A nivel internacional, fue parte de la selección galesa entre los 80 y los 90, y mantuvo su récord de máximo anotador hasta 2018 con 28 goles.
Representó a clubes como Chester City, Juventus, Leeds United, Newcastle United, Sheffield United, Wrexham y Sydney Olympic, donde se retiró en el año 2000.
También ha ejercido el cargo de entrenador para el Chester City en la temporada 2004-2005.

## Trayectoria

### Como jugador

#### Inicios
Rush comenzó su carrera en la división Football League Third Division jugando por el Chester City. Después de maravillar en los equipos juveniles, él jugó 34 partidos de liga, y anotó 14 goles. Su debut se produce en abril de 1979, en un empate de 2-2 contra Sheffield Wednesday. Ese partido lo jugó como mediocampista, pero la siguiente temporada, se convirtió en un potente delantero centro. Su primer gol para Chester lo marcó en un 2-2 contra Gillingham, el 15 de septiembre de 1979. Meses después, Rush se convirtió en habitual titular, después de la venta de Ian Edwards al Wrexham.
La reputación de Rush se encendió después de marcar un gol para Chester, en un histórico triunfo por 2-0, por la tercera ronda de la FA Cup contra el Newcastle United en enero de 1980. En esa FA Cup, Chester marcó su mejor posición, llegando hasta los dieciseisavos de final (dos rondas después), donde perdió contra Ipswich Town. Su último partido para Chester fue un triunfo. por 2-1, contra Southend United en Sealand Road el 26 de abril de 1980, en el cual no marcó ningún tanto.
Ganó el interés de otros clubes ingleses, como el Manchester City y el Everton, Liverpool ganó la «carrera» para llevarse al jugador de apenas 18 años en abril de 1980. El entrenador de ese momento del Liverpool, Bob Paisley, pagó un récord para la época por ese juvenil: £300 000, récord de venta para Chester City.
Rush fue dirigido siempre en las mayores del Chester por Alan Oakes, aunque todo el crédito se lo deben a su técnico de juveniles, Cliff Sear. Después de cerca de veinte años, Rush y Sear trabajaron juntos en el cuerpo técnico del Wrexham.

### Liverpool: 1980–1987

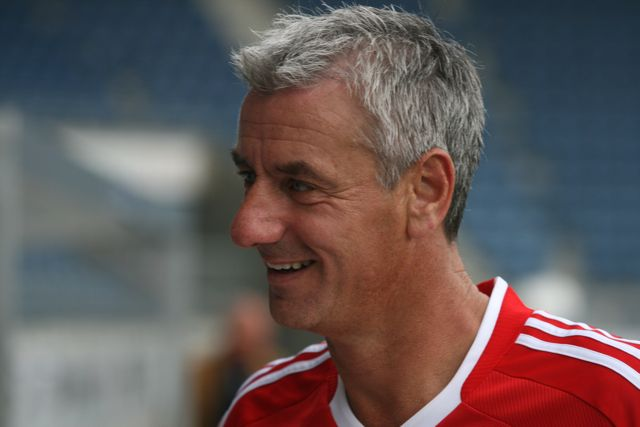
Ian Rush

Rush realizó su debut internacional en mayo de 1980, justo después de convertirse en jugador del Liverpool. Su debut en los «reds» se produjo el 13 de diciembre de ese año, por la First Division. Ese día jugó, en Portman Road, contra el Ipswich Town. Irónicamente él suplantó a su futuro compañero de ataque, Kenny Dalglish, y usó «su» camiseta con el número 7. Ese día solo marcó un gol para el Liverpool el mediocampista Jimmy Case. El partido finalizó con un aburrido empate a 1.
Rush fue utilizado únicamente en las reservas del club, porque Liverpool tenía una política, de traer jóvenes talento y que utilizarlos para jugar en las reservas, para aprender «el camino del Liverpool». Rush no fue tratado de manera diferente ante sus compañeros y tuvo que aprender muchas cosas antes de ser lanzado a jugar para el primer equipo.
Su periodo de aprendizaje fue duro, y no como a Rush le gustaba, y tampoco podía marcar goles, así que él decidió salir de Anfield, para jugar en otro primer equipo más regularmente. Pero después de una conversación con Paisley, que le dijo que «sea más paciente, para que logre anotar más goles», Rush decidió seguir en el equipo y pelear por la titularidad.
El primer gol de Rush tardó mucho tiempo en llegar, pero llegó, el 30 de septiembre de 1981 durante la primera ronda, partido de vuelta, de la European Cup, en Anfield, contra el Oulun Palloseura. Liverpool había ganado en el partido de ida en el Estadio Raatti por 1-0, y en la segunda ronda también le ganó al equipo finlandés, por 7-0. Rush anotó un gol en el minuto 67 después de ingresar desde el banquillo tres minutos antes, reemplazando a David Johnson. Él terminó la temporada como goleador del equipo, anotando 30 goles en 49 partidos jugados en todas las competiciones jugadas, con un promedio de 1 gol cada 1.6 partidos. Diecisiete de esos goles los anotó en la liga, ayudando a salir campeón, ganándole a otros equipos, en los que se destacaba Aston Villa.
Él fue votado como jugador joven del año para PFA, en 1983, después de ganar con el Liverpool la liga y la Copa de la Liga Inglesa. Él anotó 24 goles en liga para acabar con 11 puntos más que su inmediato perseguidor, Watford y ya era prácticamente conocido el final de la temporada, antes de la mitad final de la misma. El 6 de noviembre de 1982, Rush anotó cuatro goles contra Everton en una victoria por 5-0, un récord posguerra todavía vigente para un jugador solo en el clásico de Merseyside.
La Copa de la Liga fue ganada, con un triunfo por 2-1 contra Manchester United después de una prórroga en Wembley. Él fue votado como mejor jugador del año para PFA en 1984. Ese año Liverpool ganó también la League y la Copa de la Liga Inglesa, además también ganó la Copa de Europa, completando un triplete. Por esto, no sorprendió que Rush ganó el premio de la PFA. Esa temporada él anotó 47 goles en 65 partido, un gol cada 1.4 partidos. Liverpool terminó tres puntos arriba de su inmediato perseguidor, Southampton en la liga; le ganó a su rival de Merseyside, Everton, por 1-0 en el partido de repetición de la final de la Copa de la Liga (Después de un empate por 0-0 en la final); y ganó su cuarta Copa de Europa contra AS Roma por 4-2 en penales (Rush anotó el penal del 3-2) por un empate de 1-1 en la final (con prórroga).
La temporada 1984-85 del Liverpool fue la primera sin títulos en diez años, año que el club alcanzó la final de la Copa de Europa, aunque perdió la final 1-0 en la trágica final del desastre de Heysel, este hecho causó la suspensión de los clubes ingleses de las competiciones europeas, e inhabilitó a Rush y al Liverpool a jugar en la Copa de Europa de 1985-86.
El año siguiente, Rush anotó los dos goles de la victoria por 2-0 al Southampton en la semifinal de la FA Cup 1985-86, dejando el camino para enfrentár al clásico rival, Everton, en la final.  Everton abrió el marcador con gol de Gary Lineker. En el segundo tiempo, fue el mismo Rush habilitado por Jan Mølby, batió al portero Bobby Mimms e igualó el marcador, Seis minutos después, fue Mølby quien anotó el 2-1. Rush sentenció la victoria anotando el 3-1 en la final. Esa temporada, Liverpool también se adjudicó la First League, su segundo doblete consecutivo. 

#### Juventus: 1987-1988
Rush aceptó la oferta de 3.2 M£ de la Juventus el 2 de julio de 1986, récord británico de transferencia en la época. Sin embargo, continuó una temporada más a préstamo en Liverpool, donde en la temporada 1986-87 fue el segundo goleador de la First League en la que Liverpool quedó en el segundo lugar, por bajo del Everton, y perdió la final de la Copa de la Liga ante el Arsenal.
Solo estuvo una temporada en el Estadio Olímpico de Turín, y regresó al Liverpool por 2.7 M£, récord de compra para un club inglés en ese entonces, marca que duró por tres años.

#### Regreso a Liverpool: 1988-1996
Retornó a Liverpool donde luchó por un lugar en la delantera junto a John Aldridge y Peter Beardsley. 
Jugó la final de la FA Cup 1989, encuentro que estuvo marcado por los eventos del 15 de abril de 1989 por la Tragedia de Hillsborough. Liverpool jugaba la primera llave de semifinales ante el Nottingham Forest en Hillsborough, casa del Sheffield Wednesday. Sin embargo, el juego se vio interrumpido cuando a las 3:06 PM 97 fanáticos murieron aplastados por la multitud en el estadio. Rush, junto a sus compañeros de equipo, asistieron a muchos de los funerales. Finalmente, el 7 de mayo de 1989 se impusieron nuevamente en la final de la FA Cup por 3-1 ante el clásico rival, Everton.
Esa temporada, jugó el encuentro definitorio de la First Division 1988-89 ante el Arsenal, los gunners necesitaban ganar por 2-0 para obtener el título. El recordado gol de Michael Thomas le dio la victoria al Arsenal, dejando al Liverpool de Rush en el segundo lugar. En ese encuentro, Rush fue reemplazado en el primer tiempo por Peter Beardsley debido a una lesión.
Rush consiguió su revancha el año siguiente, el Liverpool se impuso en la First Division 1989-90 por nueve puntos en la general sobre el Aston Villa, el delantero aportó 18 goles en 36 encuentros. Fue su quinto, y último, título de liga por el Liverpool.
Consiguió el título de la FA Cup 1991-92, donde anotó el segundo gol en la victoria por 2-0 sobre el Sunderland de la Second Division en la final en Wembley. Esto significó la clasificación a la Copa de Europa luego de la suspensión de los clubes ingleses por parte de la UEFA.
El galés llega sin hacer ruido al Liverpool FC y durante quince temporadas se convirtió en el punto de referencia en el ataque del club, donde llegó a conseguir once títulos, entrando a formar parte de la historia del mismo como sinónimo de gol.
Junto a su compañero atacante Kenny Dalglish en el Liverpool fue reconocido como uno de los futbolistas más importantes y efectivos en la historia del fútbol Inglés y Europeo.Tras su retirada ha sido entrenador del delanteros del Liverpool FC.

## Estadísticas

### Clubes
Actualizado a fin de carrera deportiva.
| Club                        | Div.          | Temporada     | Liga  | Liga  | Copa  | Copa  | Internacional | Internacional | Total | Total | Media Goleadora |
| Club                        | Div.          | Temporada     | Part. | Goles | Part. | Goles | Part.         | Goles         | Part. | Goles | Media Goleadora |
| --------------------------- | ------------- | ------------- | ----- | ----- | ----- | ----- | ------------- | ------------- | ----- | ----- | --------------- |
| Chester City FC Inglaterra  | 3°            | 1978-79       | 1     | 0     | —     | —     | —             | —             | 1     | 0     | 0,00            |
| Chester City FC Inglaterra  | 3°            | 1979-80       | 33    | 14    | 5     | 4     | —             | —             | 38    | 18    | 0,47            |
| Chester City FC Inglaterra  | Total club    | Total club    | 34    | 14    | 5     | 4     | 0             | 0             | 39    | 18    | 0,46            |
| Liverpool Inglaterra        |               |               |       |       |       |       |               |               |       |       |                 |
| 1.ª                         | 1980-81       | 7             | 0     | 1     | 0     | 1     | 0             | 9             | 0     | 0,00  |                 |
| 1.ª                         | 1981-82       | 32            | 17    | 13    | 11    | 4     | 2             | 49            | 30    | 0,61  |                 |
| 1.ª                         | 1982-83       | 34            | 24    | 12    | 5     | 5     | 2             | 51            | 31    | 0,61  |                 |
| 1.ª                         | 1983-84       | 41            | 32    | 14    | 10    | 10    | 5             | 65            | 47    | 0,72  |                 |
| 1.ª                         | 1984-85       | 28            | 14    | 10    | 7     | 6     | 5             | 44            | 26    | 0,59  |                 |
| 1.ª                         | 1985-86       | 40            | 22    | 16    | 11    | —     | —             | 56            | 33    | 0,59  |                 |
| 1.ª                         | 1986-87       | 42            | 30    | 15    | 10    | 0     | 0             | 57            | 40    | 0,70  |                 |
| Juventus · Italia           | 1.ª           | 1987-88       | 29    | 7     | 8     | 5     | 3             | 1             | 40    | 13    | 0,33            |
| Juventus · Italia           | Total club    | Total club    | 29    | 7     | 8     | 5     | 3             | 1             | 40    | 13    | 0,33            |
| Liverpool Inglaterra        | 1.ª           | 1988-89       | 24    | 7     | 8     | 4     | —             | —             | 32    | 11    | 0,34            |
| Liverpool Inglaterra        | 1.ª           | 1989-90       | 36    | 18    | 12    | 8     | —             | —             | 48    | 26    | 0,54            |
| Liverpool Inglaterra        | 1.ª           | 1990-91       | 37    | 16    | 11    | 10    | —             | —             | 48    | 26    | 0,54            |
| Liverpool Inglaterra        | 1.ª           | 1991-92       | 18    | 4     | 8     | 4     | 5             | 1             | 31    | 9     | 0,29            |
| Liverpool Inglaterra        | 1.ª           | 1992-93       | 32    | 14    | 6     | 3     | 4             | 5             | 42    | 22    | 0,52            |
| Liverpool Inglaterra        | 1.ª           | 1993-94       | 42    | 14    | 7     | 5     | —             | —             | 49    | 19    | 0,39            |
| Liverpool Inglaterra        | 1.ª           | 1994-95       | 36    | 12    | 14    | 7     | —             | —             | 50    | 19    | 0,38            |
| Liverpool Inglaterra        | 1.ª           | 1995-96       | 20    | 5     | 6     | 2     | 3             | 0             | 29    | 7     | 0,24            |
| Liverpool Inglaterra        | Total club    | Total club    | 469   | 229   | 153   | 97    | 38            | 20            | 660   | 346   | 0,52            |
| Leeds United Inglaterra     | 1.ª           | 1996-97       | 36    | 3     | 6     | 0     | —             | —             | 42    | 3     | 0,07            |
| Leeds United Inglaterra     | Total club    | Total club    | 36    | 3     | 6     | 0     | 0             | 0             | 42    | 3     | 0,07            |
| Newcastle United Inglaterra | 1.ª           | 1997-98       | 10    | 0     | 3     | 2     | 1             | 0             | 14    | 2     | 0,14            |
| Newcastle United Inglaterra | Total club    | Total club    | 10    | 0     | 3     | 2     | 1             | 0             | 14    | 2     | 0,14            |
| Sheffield United Inglaterra | 2.ª           | 1997-98       | 4     | 0     | —     | —     | —             | —             | 4     | 0     | 0,00            |
| Sheffield United Inglaterra | Total club    | Total club    | 4     | 0     | 0     | 0     | 0             | 0             | 4     | 0     | 0,00            |
| Wrexham Gales               | 2.ª           | 1998-99       | 18    | 0     | 6     | 0     | —             | —             | 24    | 0     | 0,00            |
| Wrexham Gales               | Total club    | Total club    | 18    | 0     | 6     | 0     | 0             | 0             | 24    | 0     | 0,00            |
| Sydney Olympic Australia    | 1.ª           | 1999-2000     | 2     | 1     | —     | —     | —             | —             | 2     | 1     | 0,50            |
| Sydney Olympic Australia    | Total club    | Total club    | 2     | 1     | 0     | 0     | 0             | 0             | 2     | 1     | 0,50            |
| Total carrera               | Total carrera | Total carrera | 602   | 254   | 181   | 108   | 42            | 21            | 825   | 383   | 0,46            |

## Palmarés

### Como jugador

#### Torneos nacionales
| Título                         | Club         | País       | Año  |
| ------------------------------ | ------------ | ---------- | ---- |
| Football League Cup            | Liverpool FC | Inglaterra | 1981 |
| Football League First Division | Liverpool FC | Inglaterra | 1982 |
| Football League Cup            | Liverpool FC | Inglaterra | 1982 |
| Charity Shield                 | Liverpool FC | Inglaterra | 1982 |
| Football League First Division | Liverpool FC | Inglaterra | 1983 |
| Football League Cup            | Liverpool FC | Inglaterra | 1983 |
| Football League First Division | Liverpool FC | Inglaterra | 1984 |
| Football League Cup            | Liverpool FC | Inglaterra | 1984 |
| Football League First Division | Liverpool FC | Inglaterra | 1986 |
| Charity Shield                 | Liverpool FC | Inglaterra | 1986 |
| FA Cup                         | Liverpool FC | Inglaterra | 1986 |
| Football League Super Cup      | Liverpool FC | Inglaterra | 1986 |
| FA Cup                         | Liverpool FC | Inglaterra | 1989 |
| Charity Shield                 | Liverpool FC | Inglaterra | 1989 |
| Football League First Division | Liverpool FC | Inglaterra | 1990 |
| Charity Shield                 | Liverpool FC | Inglaterra | 1990 |
| FA Cup                         | Liverpool FC | Inglaterra | 1992 |
| Football League Cup            | Liverpool FC | Inglaterra | 1995 |

#### Torneos internacionales
| Título                       | Club         | Sede  | Año     |
| ---------------------------- | ------------ | ----- | ------- |
| Liga de Campeones de la UEFA | Liverpool FC | París | 1980-81 |
| Liga de Campeones de la UEFA | Liverpool FC | Roma  | 1983-84 |

## Récords
- Segundo máximo goleador en la FA Cup de todos los tiempos, y máximo en el siglo XX, con 44 goles (39 para Liverpool, 4 para Chester City y 1 para Newcastle United). Solamente Henry «Harry» Cursham del Notts County anotó más goles: 49 goles entre 1877 y 1888.
- Récord en una final de FA Cup, con 5 goles.
- Récord de goles en la Copa de la Liga, con 49 goles (48 para Liverpool).
- Primer jugador en ganar 5 medallas de ganador en la Copa de la Liga inglesa.
- Récord de goles en Liverpool, con 346 goles.
- Tercer máximo goleador, en liga, para Liverpool, con 229 goles, detrás de Roger Hunt (245 goles) y Gordon Hodgson (233 goles).
- Récord de goles en el clásico de Merseyside, con 25 goles, para Liverpool contra Everton.
- Récord de dinero recaudado, por un solo traspaso, para Chester City (£300 000).